# Gertruda von Sulzbach
Gertruda von Sulzbach (ur. 1114, zm. 14 kwietnia 1146 w Bad Hersfeld), królowa Niemiec, córka hrabiego Sulzbach Berengara II i Adelajdy von Wolfratshausen, siostra hrabiego Gebharda III i Berty, żony cesarza bizantyńskiego Manuela I.
W 1136 poślubiła Konrada Hohenstaufa (1093 - 15 lutego 1152), syna księcia Szwabii Fryderyka I i Agnieszki, córki cesarza Henryka IV. Konrad i Gertruda mieli razem dwóch synów:
- Henryk (VI) Berengar (zm. 1150), współwładca Niemiec w latach 1147–1150
- Fryderyk IV (1144/1145 - 19 sierpnia 1167), książę Szwabii

Małżeństwo to doprowadziło do zacieśnienia stosunków między rodem Hohenstaufów a hrabiami Sulzbach. W 1167 hrabia Gebhard III przekazał swoje hrabstwo bratankowi Konrada, Fryderykowi Barbarossie.
W 1137 Konrad został królem Niemiec jako Konrad III. Gertruda została królową, ale nigdy nie została cesarzową, podobnie jak jej mąż. Po urodzeniu młodszego syna, Fryderyka, zachorowała i zmarła w Bad Hersfeld. Została pochowana w opactwie cystersów w Ebrach.